# Реальна політика
Реальна політика (нім. Realpolitik, Німецька: [ʁeˈaːlpoliˌtiːk] ( прослухати)) — політика чи дипломатія, яка спирається на владу й реальні умови та можливості. У цьому сенсі вона має спільні риси з реалізмом та прагматизмом. Реальна політика зосереджена на силі та здатності впливати на рішення інших країн, а не на ідеалах, моралі, або принципах. Поняття в XIX столітті сформулював канцлер Німеччини Отто фон Бісмарк[джерело?]. З XX століття «реальну політику» пов'язують з описаним Максом Вебером поняттям нім. Verantwortungsethik (спрямованість на результат). Протилежністю Realpolitik є Idealpolitik.

## Історія
Першим впливовим прибічником реальної політики, який виходив не з релігійних або етичних міркувань, був Нікколо Мак'явеллі, хоча вже в античні часи грецький історик Фукідід описував Пелопоннеську війну зі схожої точки зору.
В обіг у політичну літературу термін нім. Realpolitik упровадив Людвіг Август фон Роше після потрясінь революцій 1848 р. 1853 р. вийшла друком його книжка Основи реальної політики в застосуванні до державного устрою Німеччини (нім. Grundsätze der Realpolitik angewendet auf die staatlichen Zustände Deutschlands), нове видання та другий том надрукували 1859 р. та 1868 р. У книзі розкрито значення терміна:
Політичний організм людської спільноти, держава, виникає та існує згідно із законами природи, яким підкоряється, свідомо чи не свідомо, добровільно чи ні, людина. […] Імператив природи, від якого залежить існування держави, наповнений в історично визначеному стані протидією різних сил, стан, глибина та наслідки яких невпинно змінюються в просторі та часі. Дослідження сил, які формують, підтримують та змінюють державу є вихідною точкою всіх політичних знань. Перший крок до розуміння веде до висновку, що закон виживання найдужчого в житті держав відіграє таку ж роль, як і закон тяжіння в матеріальному світі.
Протягом наступних десятиліть Realpolitik перетворилось на гасло зміни орієнтації ліберальної політики в сенсі націонал-лібералізму.
Термін реальна політика отримав свого історичного змісту в 1850-ті роки, коли консервативна Австрія з початком Кримської війни 1853 року стала не на бік свого давнього союзника, Росії, а залишилась нейтральною, а згодом і приєдналась до «прогресивних» Франції та Англії, що означало кінець Священного союзу 1814 року, до складу якого входили Росія, Австрія та Пруссія. Паризький мир 1856 року, яким завершилась Кримська війна, позначив початок нового, орієнтованого суто на національно-державні інтереси «реалістичного» етапу європейської системи міждержавних відносин.
Також Отто фон Бісмарк скористався принципами реальної політики під час Австро-Прусської війни 1866 року. Тоді Пруссія уклала союз із революційною Італією проти консервативного «побратима», Австрії та союзних до неї німецьких держав. Після перемоги Бісмарк анексував три монархічні держави Ганноверське королівство, Гессенське курфюрство та Нассауське герцогство та усунув від правління тамтешніх монархів, що кардинально суперечило принципу монархічного легітимізму, основи-основ політичного консерватизму, який колись захищав сам Бісмарк. Ознаки подібного «реально-політичного» підходу можна побачити в ставленні Бісмарка до Німецько-Данської війни 1864 року, коли він підтримав Кристіана IX в боротьбі за владу проти Фрідріха VIII, хоча за династичними правилами того часу тільки останній мав легітимне право на трон.
Реальною політикою також називають форми політики, орієнтовані на переслідування геополітичних та національних інтересів другої половини XIX століття (коаліційна політика Німецької імперії, див. система союзів Бісмарка).